# شیران و بانوان
شیران و بانوان (انگلیسی: Lions and Ladies) یک فیلم کمدی صامت کوتاه آمریکایی است که در سال ۱۹۱۹ منتشر شد. از بازیگران این فیلم می‌توان به اولیور هاردی و بابی دان اشاره کرد.